# Черчил (Монтана)
Черчил (енгл. Churchill) насељено је место без административног статуса у америчкој савезној држави Монтана.

## Демографија
По попису из 2010. године број становника је 902.
| Група             | 2000.    | 2010.       |
| Белци             | 0 (0,0%) | 853 (94,6%) |
| Афроамериканци    | 0 (0,0%) | 0 (0,0%)    |
| Азијати           | 0 (0,0%) | 2 (0,2%)    |
| Хиспаноамериканци | 0 (0,0%) | 38 (4,2%)   |
| Укупно            | 0        | 902         |